# 巴氏細鰩
巴氏細鰩（學名：Rajella barnardi），為軟骨魚綱鰩目鰩科鰩屬的一種，分布於東大西洋茅利塔尼亞外海到南非海域，深度102至1207公尺，體長可達75公分，棲息在大陸棚及大陸坡上層海域，為底棲性魚類，肉食性，以甲殼類、多毛類及烏賊為食，卵生，生活習性不明。